# هاینریش آلبرتز
هاینریش آلبرتز (زاده ۲۲ ژانویه ۱۹۱۵ – درگذشته ۱۸ مه ۱۹۹۳) سیاست‌مداری آلمانی بود.
او با نازی‌ها مخالف بود و از ۱۹۶۶ تا ۱۹۶۷ شهردار برلین غربی بود.